# СССР В-2 (Смольний)
СССР В-2 (Смольний) — дирижабль м'якого типу, побудований у Ленінграді. У травні 1932 року переданий «Дирижаблебуду» в місто Долгопрудний.

## Опис
Перші дирижаблі м'якого типу СССР В-1, СССР В-2 «Смольний» і СССР В-3 «Червона зірка» призначалися для агітаційних польотів і навчання екіпажів. На цих дирижаблях виконували польоти за маршрутами: Москва — Горький — Москва, Ленінград-Москва-Ленінград, Москва — Харків та інші. 7 листопада 1932 року над Красною площею пройшли Дирижаблі: В-1, В-2, В-3 та В-4. На дирижаблях випробовували методи боротьби з лісовими пожежами, обліку лісів і знищення малярійних вогнищ, застосування в сільському господарстві. Для ВПС проводили стрибки парашутистів.
Оболонку дирижабля виробляли з тришарової прогумованої тканини з 4-ма газовими клапанами. Двосекційний балонет із 4-ма клапанами. Гондола довжиною 9 метрів, шириною 2 метри, висотою 3,25 метра. Гондолу підвішували до оболонки сталевими тросами. З боків у задній частині гондоли встановили два двигуни з повітряним охолодженням потужністю по 240 к.с. У гондолі зберігали баласт — 350 кг води в прогумованих брезентових мішках. Управління рулями здійснювали тросовими тягами.
13 лютого 1934 року в результаті сильного стиснення лід розчавив пароплав «Челюскін» — він затонув. Через два дні після аварії судна в Москві утворили спеціальну комісію для евакуації членів експедиції.
У березні 1934 року дирижаблі В-2 (Смольний) і СССР В-4 відправили залізницею до Владивостока. Передбачалося, що дирижаблі з Уелена літатимуть до табору Шмідта для порятунку челюскінців, але їх вивезли літаками. 5 березня льотчик Анатолій Ляпідевський на літаку АНТ-4 пробився до табору і зняв із крижини десять жінок і двох дітей.
6 вересня 1935 року на аеродромі в Сталіно (Донбас) СССР В-2 перебував на бивачній стоянці. На борту залишалося 4 члени екіпажу та 11 піонерів екскурсантів, командир корабля був на аеродромі. О 21:15 шквал, що налетів, зірвав дирижабль із 60 штопорних якорів — він почав підніматися вгору. Три людини схопилися за троси і намагалися утримати дирижабль. Двоє зістрибнули з висоти 10 метрів. Командир корабля Гудованцев на висоті 120 метрів зміг потрапити до гондоли. На висоті 800 метрів екіпаж запустив двигуни і вийшов із небезпечної зони. Через 5 годин 45 хвилин літальний апарат повернувся на базу. За подвиг М. С. Гудованцева нагородили орденом Червоної Зірки.
СССР В-2 (Смольний) розібрали в 1939 році після прийняття урядом СРСР рішення про консервацію дирижаблебудування.